# Aeropuerto de Penza
El Aeropuerto de Penza (del ruso: Аэропорт Пенза) (IATA: PEZ, ICAO: UWPP), también conocido como Aeropuerto de Penza-Sur o Aeropuerto Ternovka, es un aeropuerto ubicado 10 km al sur de Penza, capital del óblast de Penza, Rusia. 
Las operaciones del aeropuerto corren a cargo de la empresa Aeropuerto de la ciudad de Penza (del ruso: Аэропорт города Пензы).
El espacio aéreo está controlado desde el FIR de Penza (ICAO: UWPP).

## Pista
Cuenta con una pista de asfalto en dirección 11/29 de 2.100 × 45 m (6.890 × 148 pies). El pavimento es del tipo 80/R/B/W/T lo que permite la operación de aeronaves con un peso máximo al despegue de 190 toneladas.
Se están realizando trabajos de ampliación de la pista principal en 700 m (hasta los 2.800 m), así como mejoras en las calles de rodaje y la plataforma.